# Прево, Оскар Яковлевич
Оскар Яковлевич Прево (10 (22) октября 1837 — 7 (19) июля 1889) — российский врач, специализировавшийся как окулист и гинеколог.

## Биография
Родился в Лифляндии 10 (22) октября 1837 года. В 1857—1861 годах слушал лекции в Дерптском университете и в 1864 году получил степень доктора медицины, после чего продолжал свои занятия за границей — в Берлине, Вене, Париже и др. городах.
В 1865—1867 годах был практикующим врачом в Санкт-Петербурге и ординатором в Глазной лечебнице. В 1867—1874 годах году был в Ярославле врачом в глазном отделении Губернской земской больницы и фабричным доктором. В 1874 году был за границей. Затем практиковал в Орле. В 1875—1886 годах был доктором в Московском воспитательном доме, а в 1886—1888 годах был старшим врачом в Гинекологическом отделении Воспитательного дома. Славился своим искусством, как акушер-практик.
Прево умер в Сан-Ремо 7 (19) марта 1889 года. На кончину его откликнулись такие издания как «Сын отечества» и «Новое время».